# 袁水拍
袁水拍（1916年—1982年），原名袁光楣，笔名馬凡陀，江蘇蘇州人，中國詩人、作家、翻譯家、編輯，作有《馬凡陀山歌》等書。

## 生平
袁水拍在蘇州中學讀書時與夏濟安同班。1942年起參加中國共產黨。1950年代，做《人民日报》社文学艺术和副刊部主任。1957年4月20日，毛澤東主席寫信給他說：「你的《摇头》写得好（陈毅的六言诗也好），你应该多写些。我感到你做编辑不如出外旅行。可以请人代理你的职务，出外跑几个月回来，做几个月编辑再出去。」
1960年起，他擔任《毛泽东诗词》英譯本定稿小组组长，组员是乔冠华、钱锺书、叶君健。1961年起，他在中國共產黨中央宣傳部做文藝處處長。1963年12月起，組員增加了趙樸初，另請英語專家蘇爾·艾德勒協助潤色工作。1974年秋天起開始做最后的定稿工作。1976年5月1日，《毛澤東詩詞》的英譯本終於在北京正式出版。
1982年10月29日，他在北京病故。

## 译作
袁水拍英語水平高，從英譯本譯出聶魯達等的詩作，是中國漢譯聶魯達的第1人。